# Matabeleland North
Matabeleland North este o provincie (diviziune de gradul I) în partea de vest a statului Zimbabwe. Reședința este orașul Lupane.

## Districte
Provincia are un număr de 7 districte:
- Binga
- Bubi
- Hwange
- Lupane
- Nkayi
- Tsholotsho
- Umguza